# ナクム
ナクム（Nakum）は、グアテマラ、ペテン県東部にある古代マヤ遺跡。
南のヤシュハ、東のナランホとともに、現在はヤシュハ＝ナクム＝ナランホ国立公園の一部をなす。公園は2006年にラムサール条約登録地となった。

## 遺跡
ナクムとはユカテコ語で「ヒョウタンの家（場所）」という意味である。
比較的大型のマヤ遺跡で、南北2つのグループに分かれ、両者は長さ285メートルの舗装されたサクベで結ばれている。
建造物Aの入口はマヤ文明で一般的な持送りアーチではなく、上が丸くなったアーチを持つ点が珍しいが、最近南の入口は完全に崩壊してしまった。

## 調査
フランスのモーリス・ド・ペリニ伯爵が1905年にナクムを発見し、写真を撮影した。1910年にピーボディ考古学・民族学博物館による探検が行われた。
2006年からポーランドのヤギェウォ大学による長期間の発掘が行われている。2011年、建造物15号から約1300年前（7-8世紀）と約2000年前の支配者の墓が未盗掘の状態で発見され、2000年前のものはマヤでは珍しい女性の支配者と判断された。

## 歴史
ヤギェウォ大学の研究によると、ナクムとその一帯は紀元前1000年以降に定住がはじまり、紀元前700-500年ごろの建造物複合体からは、当時すでに支配者層が形成されていただけでなく、天文観測が行われていたことも明らかになった。古典期の終わりにおいても重要な都市のひとつだった。オルムル川の河畔にあり、おそらく交易上重要な場所を占めていた。
古典期終末期の9世紀になって、ほとんどの建物が改造され、多数の新しい建造物が建てられた。ティカルやナランホといった周辺の都市の崩壊が原因となり、チチェン・イッツァなどに見られる新しいイデオロギーを受けて建造物を改造したと考えられるという。